# 広島パルコ

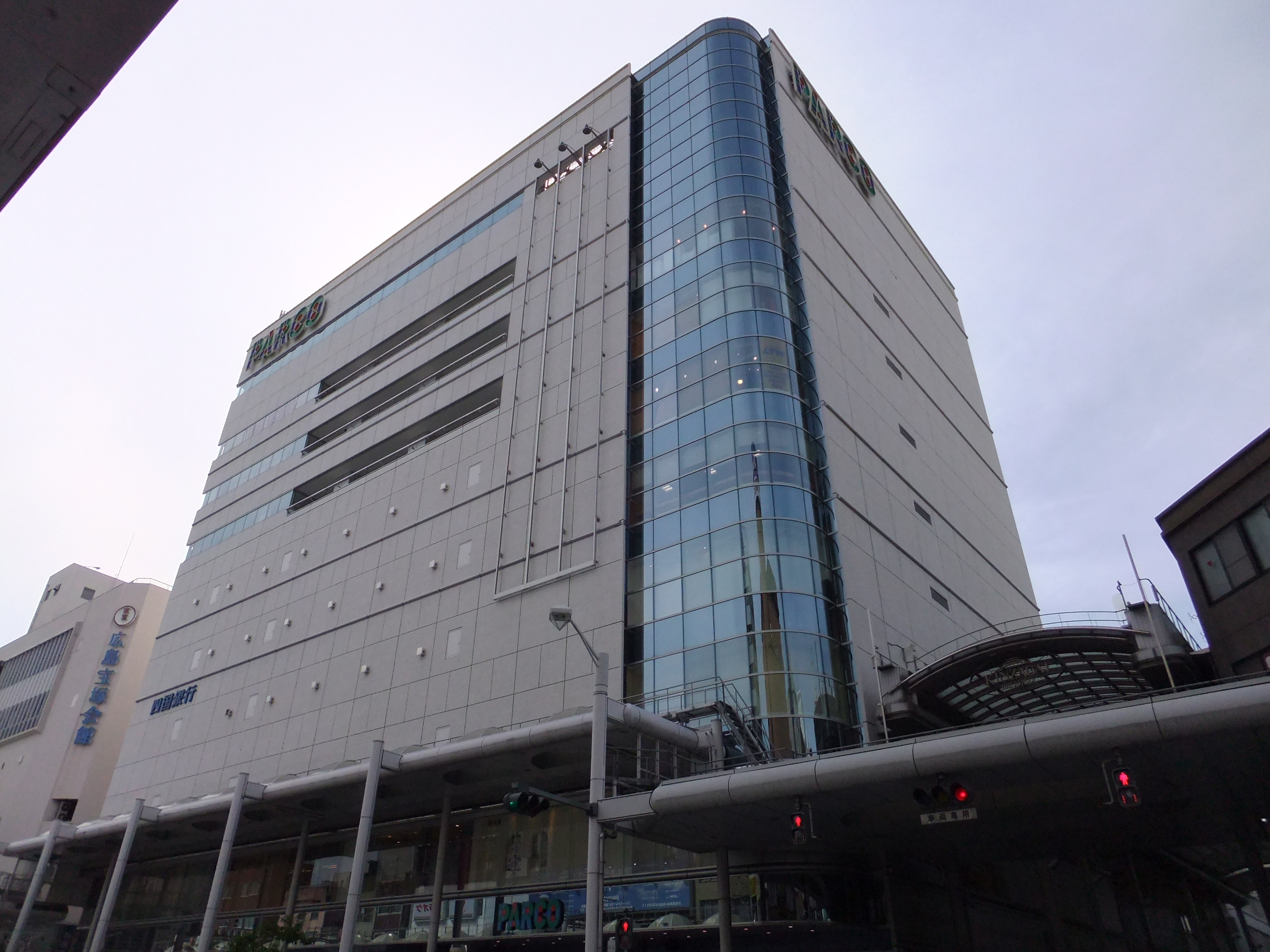
広島PARCO新館

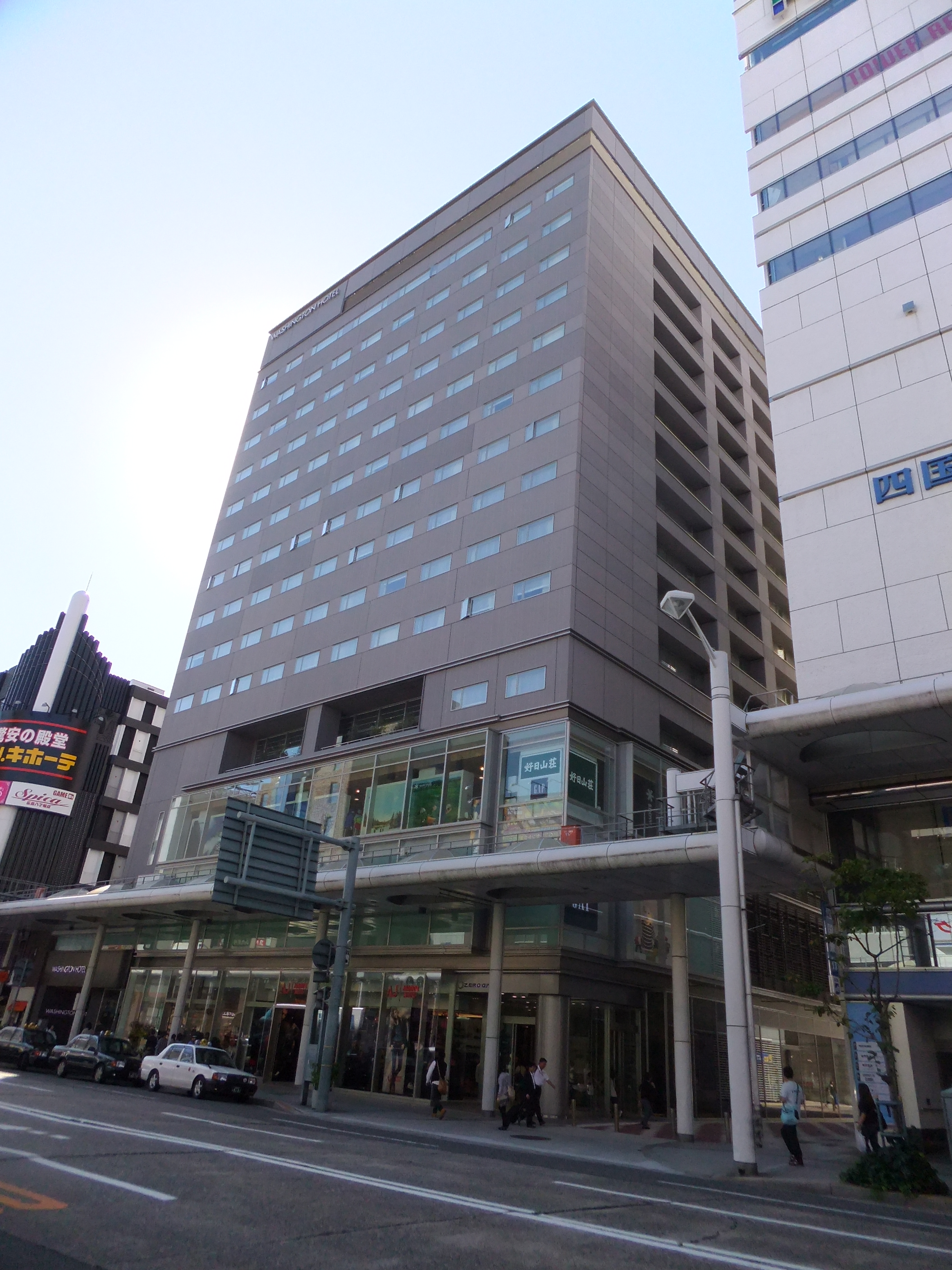
広島ZERO GATEが入店する広島東宝ビル

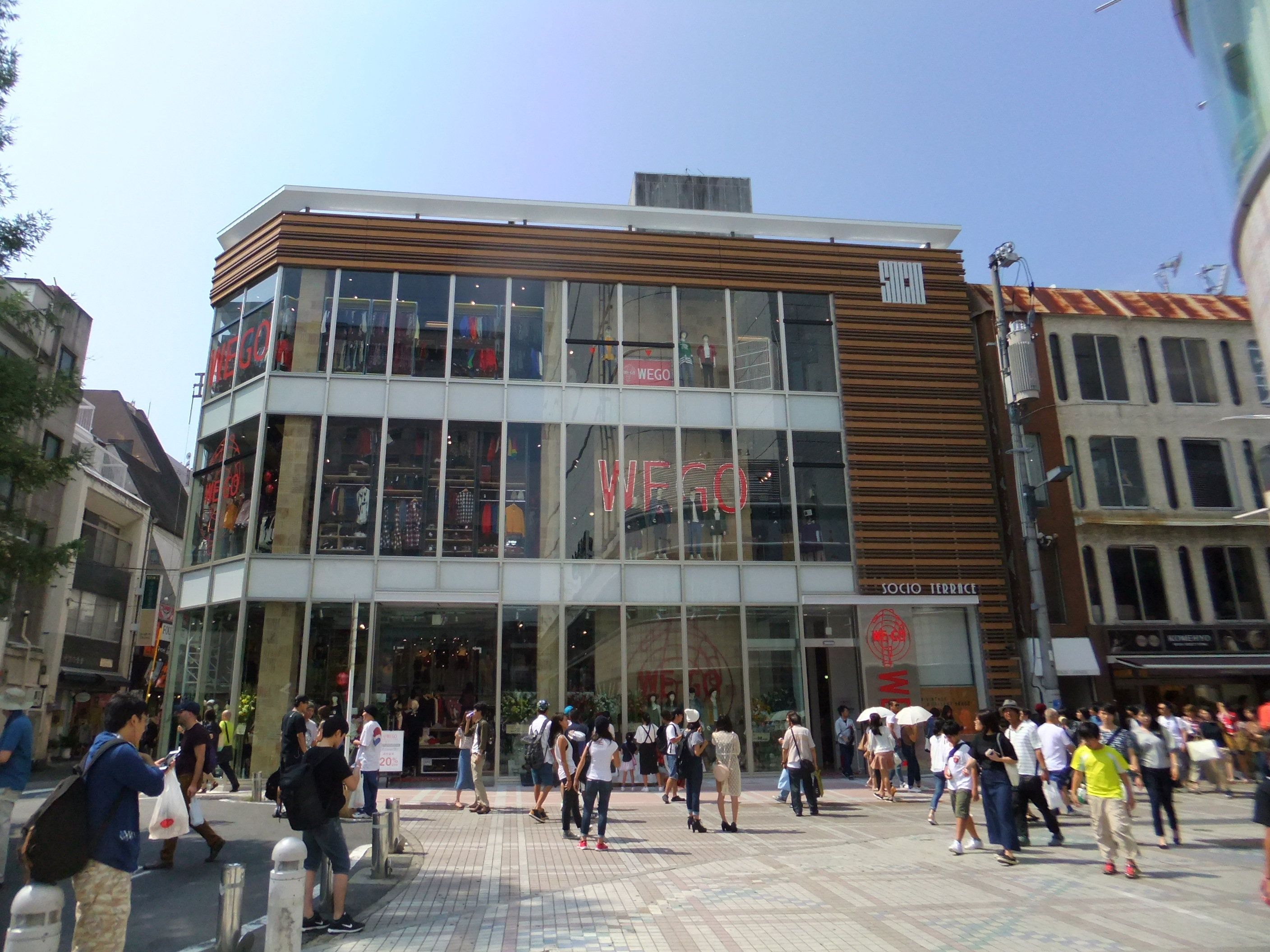
広島ZERO GATE2

広島PARCO（ひろしまパルコ）は、広島県広島市中区本通・新天地にあるファッションビル。株式会社パルコが運営するブランド「パルコ」の店舗の一つ。本館と新館の2館体制、別業態のZERO GATE2館を含めれば4館体制で運営している。この項目では、広島PARCO本館の場所にかつて存在した「キリンビヤホール」についても記述する。

## 概要
広島市の繁華街の中心部に位置する、中四国唯一のパルコである。本館は中四国最大の商店街である本通りと並木通り、金座街の交点に、新館は中央通り沿いにあり、八丁堀交差点の南に位置している。2017年度の売上高（テナント取扱高）は、パルコ19店舗中、上位7番目である。本館の場所にはかつて、キリンビヤホールがあった。
本館の建物名称は『広島本通共同ビル』で『広島本通共同ビル所有者協議会』が所有し、以前キリンビヤホールがあったことから、協議会はキリンビール広島支社に置かれている。また、新館の建物名称は『広島新天地共同ビル』で『広島新天地共同ビル所有者協議会』が所有している。共に再開発ビルなので権利者の店舗も入店し、本館側は「東宝薬局」などが、新館側には四国銀行広島支店が同じ建物内に入っている。
待ち合わせ場所としても親しまれており、広島テレビの夕方ワイド番組であるテレビ派はこの「パルコ前」で生中継していた。

## 館内

### 本館
地下2階・地上10階の建物である。大半がアパレル店で、地下1階には飲食店街と駐車場連絡口があり、地下2階には駐輪場、10階にはライブハウスCLUB QUATTROがある。9階・4階・地下1階に新館との連絡通路にて新館と直結している。

### 新館
地下2階・地上9階の建物である。大半がアパレル店で、7・8階には無印良品がある。この無印良品は元々、近隣にかつて存在した旧ウィズワンダーランドに出店していたが、新館オープン時に移転してきたものである。9階にはタワーレコードがある。かつて5階に書店であるリブロが出店していた。

### 広島ZERO GATE
地下1階・地上14階の建物である。「広島東宝ビル」の低層部分（地上1階〜3階）をパルコが賃借し、6店舗が営業している。
なお、会社（株式会社のパルコ）の公式サイトや組織図等によれば、同じショッピングセンター事業ではあっても、ZERO GATEはPARCOとは別カテゴリであり、正確には広島PARCOの一部（別館）ではない。（次項の広島ZERO GATE2も同様。）

### 広島ZERO GATE2
地上3階の建物である。全階でWEGOが営業している。

## 沿革
キリンビヤホール

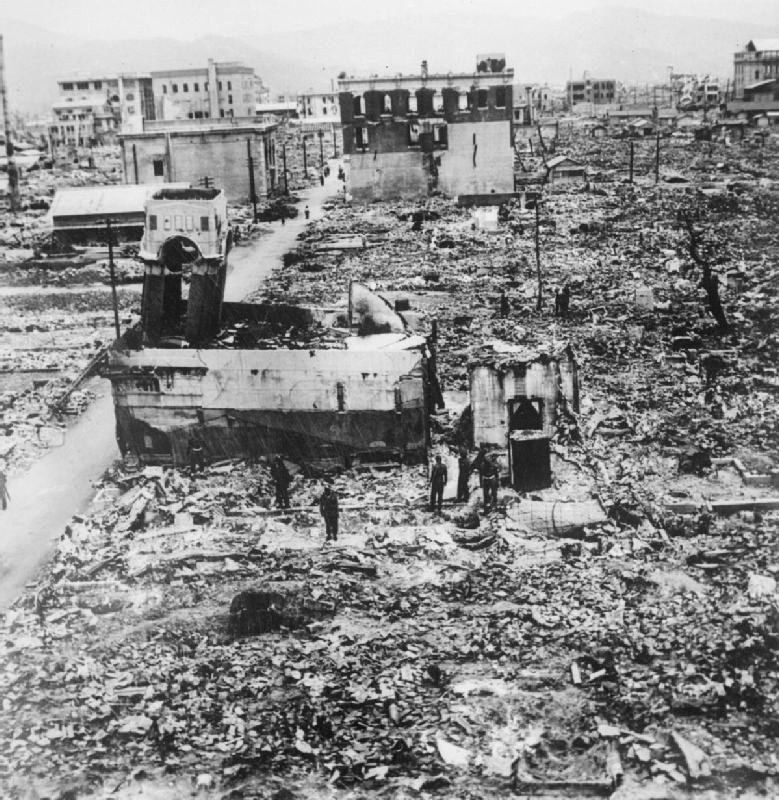
被爆後の本通り周辺。写真上部の建物がキリンビヤホール。現在広島パルコ西側外壁にモニュメントとして埋められているレンガブロックはこの建物のもの。

- 1938年6月 - 現在の広島PARCO本館の場所に地上3階・地下1階建てのキリンビヤホールがオープンした。広島県安芸郡府中町に開業したキリンビール広島工場と同時の開業であった。現在このキリンビール広島工場は閉鎖され、イオンモール広島府中となっている。
- 1945年8月6日 - 原爆投下により広島市は壊滅状態となった。キリンビヤホールは地上階が全焼し、建物の外郭だけが残った。
- 1946年12月26日 - キリンビヤホールが営業を再開する。
- 1984年 - キリンフォーラムに改称。
- 1990年頃 - 閉店

広島PARCO
- 1971年3月 - 広島市による再開発事業である「金座街地区市街地再開発事業」の基本計画が策定[4][5]。
- 1974年12月 - 同再開発事業が都市計画決定[4][5]。
- 1977年5月 - 「金座街地区第一種市街地再開発事業（第5街区）」（「広島PARCO本館」所在地、以降『第5街区』）の準備組合を設立[4]。
- 1983年12月 - 第5街区の核テナントが株式会社パルコに決定[4]。
- 1988年4月 - 「金座街地区第一種市街地再開発事業（第6街区）」（「広島PARCO新館」所在地、以降『第6街区』）の準備組合を設立[5]。
- 1992年9月 - 第5街区の工事に着手[4]。
- 1993年11月 - 第6街区の区域拡大した準備組合を設立[5]。
- 1994年
  - 3月 - 広島PARCO本館が竣工。
  - 4月 - 第5街区に広島PARCO本館がオープン[4]。
- 1997年5月 - 第6街区の核テナントが株式会社パルコに決定[5]。
- 1999年10月 - 広島PARCOの2棟目（新館）となる第6街区の工事に着手[5]。
- 2001年
  - 8月 - 広島PARCO新館が竣工。
  - 9月 - 広島PARCO新館がオープン[5]。
  - 12月 - 本館10階にCLUB QUATTROがオープン。
- 2010年11月3日 - 本館地下の飲食店の営業時間が2時間短縮の20:30までに変更された。
- 2011年9月27日 - 広島宝塚会館の跡地に建設される再開発ビルに、パルコが新たなファッションビルを開業することを発表。施設内容は、既存の広島PARCOとは異なる新形態の店舗が予定された[6]。
- 2012年1月10日 - 広島宝塚会館跡地の仮称が「広島ZERO GATE」になることを発表[7]。
- 2013年10月10日 - 広島ZERO GATEがオープン[8]。
- 2016年1月20日 - 株式会社ＧＡパートナーズが中区本通に建設する建物を一棟賃借して、ZERO GATE業態の2店舗目を開業することを発表[9]。
- 2016年9月10日 - 広島ZERO GATE2がオープン。

## アクセス
- 鉄道
  - 広島電鉄本線・広島電鉄白島線 - 八丁堀電停
  - アストラムライン - 本通駅
- バス
  - 広島バス・広電バス - 八丁堀バス停

ほか

## 周辺施設
- 本館は広島金座街商店街・広島本通商店街・並木通りに面しており、本館東隣の新館と新館南隣の広島ZERO GATEは中央通りに面している。
- アリスガーデン - 本館南側にあり、本館完成時にリニューアルされた。地下は広島市西新天地駐輪場・駐車場となっており、市道に面した駐車場進入路はパルコタワーパーキングと共用である。
- ドン・キホーテ広島八丁堀店 - ドン・キホーテのほかゲームセンターや飲食店が入居する複合施設。1961年にイズミのスーパー1号店である「いづみ八丁堀店」が開業。1985年に広島県初のファッションビルであるウィズワンダーランドに業態変換。2004年〜2012年3月までヤマダ電機であった。
- お好み村 - 新天地広場（現・アリスガーデン）の屋台が発祥。1992年に新天地プラザお好み村としてリニューアル。
- お好み共和国ひろしま村 - 広島風お好み焼きの店舗ばかりが入居するビル。お好み村の2軒隣にある。
- H&M HIROSHIMA - 丸善ビルと呼ばれる雑居ビルを改装し、2013年9月21日開業。改装前は洋品店、貸衣装や1990年代には不二家レストランが入居していた。